# Wind (fiume)
Il Wind è un fiume del Canada che scorre nello Yukon. Il fiume nasce sulle Wernecke Mountains e dopo circa 200 chilometri si immette nel fiume Peel.